# Angon

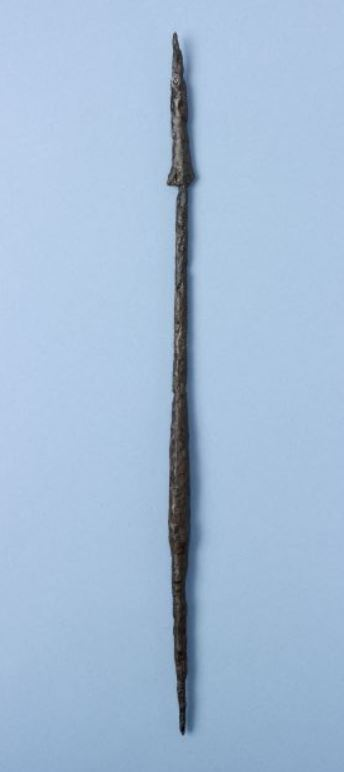
Angon pochodzący z okresu VI–IX w. n.e

Angon – włócznia germańska, wzorowana na rzymskich oszczepach pilum.
Angon miał niewielki grot z zadziorami osadzony na żelaznym trzpieniu, z tuleją. Mierzył ok. 2 m. Obok siekierki typu franciska najbardziej charakterystyczna broń plemienia Franków.